# Ramón José de Arce
Ramón José de Arce y Uribarri Martínez de Ojeda y Fernández de Liencres (Selaya, 25 d'octubre de 1755 - París, 19 de febrer de 1844) fou un religiós càntabre. Ocupà diversos càrrecs eclesiàstics com el d'arquebisbe de Burgos i de Saragossa, el d'inquisidor general i el de patriarca de les Índies Occidentals.

## Biografia
Hàbil en les intrigues cortasanes de Carles IV i, després, amb Josep Bonaparte. Va iniciar la seva carrera eclesiàstica com a col·legial del Col·legi Major de Cuenca de la Universitat de Salamanca, passant a ser canonge lectoral a Segòvia i a València.
Sembla que gràcies a la seva relació íntima amb la marquesa de Mejorada, amiga personal de Maneul Godoy, la seva carrera cortesana va fructificar el 1797 amb el seu nomenament com a arquebisbe de Burgos (1797-1801) i més tard arquebisbe de Saragossa (1800-1816), unes diòcesis que gairebé no va visitar. L'amistat d'Arce amb el favorit de Carles IV i la reina Maria Lluïsa va suposar, a més, el seu nomenament com a inquisidor general el 1798, el de conseller d'Estat el 1803 i el de patriarca de les Índies Occidentals el 1806.
L'hivern del 1808, a banda d'alts càrrecs dins del clergat de la cort, s'esmenten títols com el de procapellà i almoiner major del rei, gran canceller i ministre principal de l'Orde de Carles III.La seva amistat amb Godoy, que forçosament implicava llur enemistat amb el príncep d'Astúries, el futur Ferran VII, va provocar que després del motí d'Aranjuez i l'abdicació de Carles IV, li fossin retirats els càrrec d'inquisidor general i de patriarca. Després d'uns mesos sense aparéixer per la cort, Arce tornà després de jurar fidelitat a Josep Bonaparte, que per decret del 18 de març de 1810 li retornà allò que havia perdut i li concedeix, a més, la Gran Banda de l'Orde Reial d'Espanya.

### Exili
La tornada de Ferran VII com a rei absolutista va provocar la caiguda d'Arce, que s'exilià finalment a França el 1814. Visqué a París, passant la seva vellesa amb el seu amic i soci Godoy fins a la seva mort el 1844.